# Kazimierz Baraniecki
Kazimierz Baraniecki (ur. 16 lutego 1900 w Opalenicy, zm. wiosną 1940 w Katyniu) – polski nauczyciel, porucznik rezerwy Wojska Polskiego, kawaler Orderu Virtuti Militari, ofiara zbrodni katyńskiej. 

## Życiorys
Kazimierz Baraniecki był synem Piotra i Franciszki z domu Burdajewicz. Uczył się najpierw w Szkole Powszechnej w Opalenicy, a dalszą edukację przerwało powołanie go do armii niemieckiej w 1918. Po zakończeniu wojny wrócił do rodzinnej Opalenicy, wstąpił do kompanii opalenickiej i brał udział w powstaniu wielkopolskim. Walczył na froncie zachodnim w okolicach Zbąszynia i Międzychodu. Po włączeniu Armii Wielkopolskiej do Wojska Polskiego brał udział jako żołnierz 61 pułku piechoty w wojnie polsko-bolszewickiej. 2 listopada 1920 został odznaczony Krzyżem Srebrnym Orderu Wojskowego Virtuti Militari nr 314 za bohaterstwo w czasie walk pod Wołkowyskiem. Po zakończeniu działań wojennych pracował jako nauczyciel w Podrzewiu koło Szamotuł. W 1928 ukończył Państwowe Seminarium Nauczycielskie w Rogoźnie i został mianowany kierownikiem szkoły powszechnej w Podrzewiu (powiat szamotulski). W 1929 ukończył kurs dla oficerów piechoty w Szkole Podchorążych Rezerwy Piechoty Nr 7 w Śremie, uzyskując stopień podporucznika rezerwy. Ponadto w okresie międzywojennym brał udział w ćwiczeniach wojskowych rezerwy w 62 pp oraz 57 pp i został mianowany porucznikiem rezerwy.
29 sierpnia 1939 zmobilizowany do 57 pułku piechoty, z którym podczas kampanii wrześniowej został ewakuowany na wschód Polski. Po agresji ZSRR na Polskę z 17 września 1939 w nieznanych okolicznościach dostał się wraz z innymi żołnierzami do niewoli sowieckiej. 25 września trafił do obozu jenieckiego NKWD w Kozielsku. Między 7 a 9 kwietnia 1940 został przekazany do dyspozycji naczelnika smoleńskiego obwodu NKWD (lista wywózkowa 017/1 z 1940). Między 9 a 11 kwietnia 1940 zamordowany w Katyniu przez funkcjonariuszy Obwodowego Zarządu NKWD w Smoleńsku oraz pracowników NKWD przybyłych z Moskwy na mocy decyzji Biura Politycznego KC WKP(b) z 5 marca 1940. Ofiary tego mordu grzebano w bezimiennych mogiłach zbiorowych, gdzie od 28 lipca 2000 mieści się oficjalnie Polski Cmentarz Wojenny w Katyniu. W Lesie Katyńskim prowadzone były ekshumacje i prace archeologiczne. W 1943 jego ciało zostało zidentyfikowane w toku ekshumacji nadzorowanych przez Niemców pod numerem 519 – raport dzienny z 25 kwietnia 1943. Przy jego zwłokach odnaleziono: leg. Virtuti Militari, list oraz medalik. Figuruje na liście Komisji Technicznej PCK pod numerem 0519. W Archiwum Robla w pakiecie 0490-03, wymieniony jako oficer na jednej z kartek papieru znalezionej przy szczątkach Adama Solskiego.

### Życie prywatne
Miał brata Ludwika (1897–1920). Był żonaty z Marią z Busslerów, z którą miał dwoje dzieci: syna Macieja i córkę Katarzynę. 

## Upamiętnienie
5 października 2007 minister obrony narodowej Aleksander Szczygło mianował go pośmiertnie na stopień kapitana. Awans został ogłoszony 9 listopada 2007 w Warszawie, w trakcie uroczystości „Katyń Pamiętamy – Uczcijmy Pamięć Bohaterów”.
13 kwietnia 2016, w ramach akcji „Katyń... pamiętamy” / „Katyń... Ocalić od zapomnienia”, w ogrodzie Pałacu Prezydenckiego został zasadzony Dąb Pamięci poświęconego wszystkim Ofiarom Zbrodni Katyńskiej, certyfikat z numerem 1.